# Gaziantep (prowincja)
Gaziantep (tur. Gaziantep ili) – jedna z 81 prowincji Turcji, znajdująca się w południowo-wschodniej części kraju.
Od północy graniczy z prowincją Adıyaman, od wschodu z prowincją Şanlıurfa, od południa z prowincjąi Kilis oraz Syrią, od zachodu z prowincją Osmaniye, od południowego zachodu z prowincją Hatay oraz z prowincją Kahramanmaraş od północnego zachodu.
Władzę w prowincji sprawuje deputowany przez turecki rząd.
Powierzchnia prowincji to 6 000 km². Liczba ludności zgodnie z danymi z 2021 roku wynosi 2 130 432, a gęstość zaludnienia 355 osób/km². Stolicą prowincji jest Gaziantep.
W rezultacie konfliktu w Syrii w 2015 roku w prowincji znajdowało się 10 obozów dla 280 tys. uchodźców z Syrii.

## Podział administracyjny
Prowincja Gaziantep dzieli się na 9 dystryktów. Są to:
- Araban
- Gaziantep
- Islahiye
- Karkamış
- Nizip
- Nurdağı
- Oğuzeli
- Şahinbey
- Şehitkamil
- Yavuzeli